# Witkeeltapaculo
De witkeeltapaculo (Scelorchilus albicollis) is een zangvogel uit de familie Rhinocryptidae (tapaculo’s).

## Verspreiding en leefgebied
Deze soort is endemisch in Chili en telt twee ondersoorten:
- S. a. atacamae: noordelijk Chili.
- S. a. albicollis: centraal Chili.

## Status
De grootte van de populatie is niet gekwantificeerd maar de soort wordt omschreven als vrij algemeen. Op de Rode lijst van de IUCN heeft deze soort de status niet bedreigd.